# Fredonia (Wisconsin)
Fredonia és una població dels Estats Units a l'estat de Wisconsin. Segons el cens del 2000 tenia 1.964 habitants.

## Demografia
Segons el cens del 2000, Fredonia tenia 1.934 habitants, 701 habitatges, i 536 famílies. La densitat de població era de 522,2 habitants per km².
Dels 701 habitatges en un 42,5% hi vivien nens de menys de 18 anys, en un 62,6% hi vivien parelles casades, en un 9,3% dones solteres, i en un 23,5% no eren unitats familiars. En el 17,3% dels habitatges hi vivien persones soles el 5,1% de les quals corresponia a persones de 65 anys o més que vivien soles. El nombre mitjà de persones vivint en cada habitatge era de 2,76 i el nombre mitjà de persones que vivien en cada família era de 3,17.
Per edats la població es repartia de la següent manera: un 29,6% tenia menys de 18 anys, un 8,4% entre 18 i 24, un 33,7% entre 25 i 44, un 20,7% de 45 a 60 i un 7,5% 65 anys o més.
L'edat mediana era de 33 anys. Per cada 100 dones de 18 o més anys hi havia 97 homes.
La renda mediana per habitatge era de 53.173 $ i la renda mediana per família de 60.326 $. Els homes tenien una renda mediana de 39.464 $ mentre que les dones 26.292 $. La renda per capita de la població era de 20.644 $. Aproximadament el 2,2% de les famílies i el 2,2% de la població estaven per davall del llindar de pobresa.

## Poblacions més properes
El següent diagrama mostra les poblacions més properes.